# Vava (chanteuse)
Pour les articles homonymes, voir Vava.
Vava ou Valentine Saint-Jean, pseudonymes de Michèle Cherdel, est une chanteuse française née le 20 décembre 1949. Elle a fait partie du Big Bazar de Michel Fugain avant de se lancer en solo.
Elle est surtout connue pour avoir chanté la chanson Ponga le pingouin judoka, qui est devenue une chanson du Club Med.
En 1969, elle participe à la Coupe d'Europe du tour de chant de Knokke-Heist.
Elle a été l'épouse du parolier Claude Lemesle, et, en 1972, ce dernier s'inspire de leur séparation pour écrire avec Richelle Dassin les paroles françaises de la chanson de Joe Dassin, Salut les amoureux. Elle se marie ensuite avec le mélodiste Roger (dit G.G. ou Gégé) Candy (1946-2022),, ancien chanteur et compositeur du Big Bazar, qui lui écrit la musique de plusieurs chansons et avec qui elle crée plusieurs spectacles musicaux.